# Chiesa di San Giovanni Evangelista (La Valletta Brianza)
La chiesa di San Giovanni Evangelista è la parrocchiale di Perego, frazione del comune sparso di La Valletta Brianza, in provincia di Lecco e arcidiocesi di Milano; fa parte del decanato di Brivio.

## Storia
Come si legge nel Liber Notitiae Sanctorum Mediolani di Goffredo da Bussero in origine Perego era filiale della pieve di San Vittore di Missaglia, cui si affrancò nel 1588 venendo eretta in parrocchia autonoma.
Nel 1757 l'arcivescovo Giuseppe Pozzobonelli, compiendo la sua visita pastorale, annotò che il numero dei fedeli era pari a 460 e che nella chiesa di San Giovanni Evangelista avevano sede la confraternita del Santissimo Sacramento e la società del Santissimo Rosario.
Il 7 marzo 1854 la parrocchia entrò a far parte del vicariato di Brivio; nel 1897 l'arcivescovo Andrea Carlo Ferrari durante la sua visita trovò che la chiesa era sede della confraternita del Santissimo Sacramento e che aveva alle sue dipendenze l'oratorio di San Gregorio in Bernaga.
La prima pietra della nuova parrocchiale fu posta nel 1924; l'edificio, disegnato da monsignor Giuseppe Polvara, venne portato a compimento nel 1927.
Nel 1972, con la riorganizzazione territoriale dell'arcidiocesi voluta dall'arcivescovo Giovanni Colombo, la chiesa confluì nel decanato di Brivio.

## Descrizione

### Esterno
La facciata a capanna della chiesa, rivolta a nordest e preceduta dal portico sorretto da colonne, presenta centralmente il portale d'ingresso e sopra tre finestre.
Annesso alla parrocchiale è il campanile a base quadrata, la cui cella presenta una bifora per lato ed è coronata dalla guglia piramidale.

### Interno
L'interno dell'edificio si compone di un'unica navata, sulla quale si affacciano due cappelle laterali, introdotte da archi a tutto sesto e le cui pareti sono suddivisi da una cornice in due registri, di cui quello inferiore intonacato e quello superiore caratterizzato da finestre; al termine dell'aula si sviluppa il presbiterio, rialzato di alcuni gradini, delimitato da balaustre e chiuso dall'abside semicircolare.